# Erich Segal
Erich Segal (Brooklyn, New York, 1937. június 16.–London, 2010. január 17.) Golden Globe-díjas amerikai producer, forgatókönyvíró, tanár. Leginkább a Love Story nagy sikerű besteller írójaként és az azonos című film producereként ismert.

## Korai évek
Egy rabbi fiaként látta meg a napvilágot 1937. június 16-án. Középiskolai tanulmányait a brooklyni Midwood Gimnáziumban végezte, miközben Svájcban járt nyári kurzusokra. 1958-ban végzett a Harvard Egyetemen latin szakon, később mesterfokozatot szerzett, majd 1965-ben összehasonlító irodalomból doktorált.

## Tanári pályája
Segal latin és görög nyelvprofesszorként tanított a Harvardon, majd a Yale Egyetemen és a Princetoni Egyetemen. Az oxfordi Wolfson Egyetem és az Oxfordi Egyetem tiszteletbeli tagja.

## Írói pályája
Első tudományos könyve a Plautus vígjátéka volt, a The Death of Comedy című irodalomtörténeti írását pedig a Harvard publikálta. Az 1990-es években több regényt írt, ezek közül legismertebb az Orvosok, a Hívő lelkek és a Hosszú az út a dicsőséghez.

### Sárga tengeralattjáró
1967-ben Lee Minoff történetet alapján ő írt a Sárga tengeralattjáró című film forgatókönyvét, ami egy, a Beatles együttes azonos című albumának számaira épülő kalandfilm-musical. 

### Love Story
Erich Segal legnagyobb sikerű műve a Love Story című regény, amely a The New York Times listáján első helyezést ért el, majd vált bestellerré. 1970-ben a legtöbb eladott példánnyal rendelkező mű lett az Államokban, 33 nyelvre fordították le az egész világon. Segal volt a forgatókönyvírója az azonos című filmadaptációnak, amely Ryan O’Neal és Ali MacGraw főszereplésével, valamint Francis Lai Oscar-díjas zenéjével szintén világsikert aratott. 1971-ben Golden Globe-díjat kapott a Legjobb forgatókönyv kategóriában. A film folytatása a szintén Segal műve alapján íródott Oliver története.

## Magánélete
1975-ben feleségül vette Karen Marianne Jamest, akitől két lánya született, Miranda és Francesca Segal. Francesca 1980-ban született, előbb szabadúszó újságíróként és filmkritikusként, majd a The Observer című brit lap rovatvezetőjeként tevékenykedett.

## Halála
Segal hosszú ideje szenvedett Parkinson-kórban, halálát azonban szívinfarktus okozta 2010. január 17-én. Londonban temették el, a gyászszertatáson Francesca lánya mondta a búcsúbeszédet.

## Filmográfia
- Sárga tengeralattjáró (1968)
- The Games (1970)
- R. P. M. (1970)
- Love Story (1970)
- Jennifer on My Mind (1971)
- Oliver története (1978)
- A Change of Seasons (1980)
- Man, Woman and Child (1983)
- Doctors (1988)
- Acts of Faith (1992)

## Könyvei
- Segal, Erich (1970), Roman laughter : the comedy of Plautus, Harvard studies in comparative literature, Harvard University Press, OCLC 253490621
- Segal, Erich (1968), Euripides. A collection of critical essays, Prentice-Hall, OCLC 490074853
- Segal, Erich (1993), Love Story, Oxford bookworms, Oxford University Press, OCLC 271780786
- Segal, Erich (1973), Fairy tale, Hodder and Stoughton, ISBN 978-0-340-17703-7, <http://www.worldcat.org/oclc/476324471>
- Segal, Erich (1977), Oliver's Story, Granada, ISBN 978-0-246-11007-7
- Segal, Erich (1980), Man, Woman and Child, Granada, ISBN 978-0-246-11364-1
- Segal, Erich (1983), Oxford readings in Greek tragedy, Oxford University Press, ISBN 978-0-19-872110-9, <http://www.worldcat.org/oclc/489881338>
- Millar, Fergus. Caesar Augustus: Seven Aspects. Clarendon Press (1984). ISBN 0-19-814858-5
- Segal, Erich (1985), The Class, Bantam, ISBN 978-0-593-01004-4
- Segal, Erich (1988), Doctors, Toronto, ISBN 978-0-553-05294-7
- Segal, Erich (1992), Acts of Faith, OCLC 472522180
- Segal, Erich (1995), Prizes, Bantam, ISBN 978-0-593-03837-6
- Segal, Erich (1996), Four comedies : the braggart soldier, the brothers Menaechmus, the haunted house, the pot of gold, World's classics, Oxford University Press, ISBN 978-0-19-283108-8, <http://www.worldcat.org/oclc/57136525>
- Segal, Erich (1997), Only love, G.P. Putnam's Sons, ISBN 978-0-399-14341-0
- Segal, Erich (2001), The death of comedy, Harvard University Press, ISBN 978-0-674-00643-0, <http://www.worldcat.org/oclc/464104819>
- Segal, Erich (2001), Oxford readings in Menander, Plautus, and Terence, Oxford Univ. Press, ISBN 978-0-19-872193-2, <http://www.worldcat.org/oclc/248042166>
- Pelzer, Linda C. (1997), Erich Segal: A Critical Companion, Greenwood Press, ISBN 0-313-29930-7

## Magyarul
- Szerelmi történet; ford. Kada Júlia; Európa, Bp., 1982
- Oliver története; ford. Kada Júlia; Európa, Bp., 1989 (Femina)
- Hívő lelkek; ford. Tandori Dezső; JLX, Bp., 1993
- Az évfolyam; ford. Kada Júlia, versford. Kiss Zsuzsa; Magyar Könyvklub, Bp., 1994
- Orvosok; ford. Oros Paulina; Auktor, Bp., 1994
- A csúcson; ford. Somló Ágnes; JLX, Bp., 1996
- Szerelmi történet; ford. Süle Gábor; JLX, Bp., 1997
- Az elfelejtett kaland; ford. Süle Gábor; JLX, Bp., 1997
- Hosszú az út a dicsőséghez; ford. Somló Ágnes; Magyar Könyvklub, Bp., 1997
- Only love; ford. Etédi Péter; Magyar Könyvklub, Bp., 1998 (Szerelmes világirodalom)
- Oliver szerelme. Szerelmi történet; ford. Sinka Erika; JLX, Bp., 1998
- Hívő lelkek; ford. Tandori Dezső; JLX, Bp., 1999
- Csak a szerelem; ford. Lénárt Eszter; Reader's Digest, Bp., 2000 (Reader's Digest válogatott könyvek)
- Csak a szerelem (Only love); ford. Etédi Péter; General Press, Bp., 2009 (Romantikus regények)
- Bárdos András: Love story. Mit érez egy férfi? Erich Segal regénye nyomán; BBMS, Bp., 2010